# Крупная белая свинья

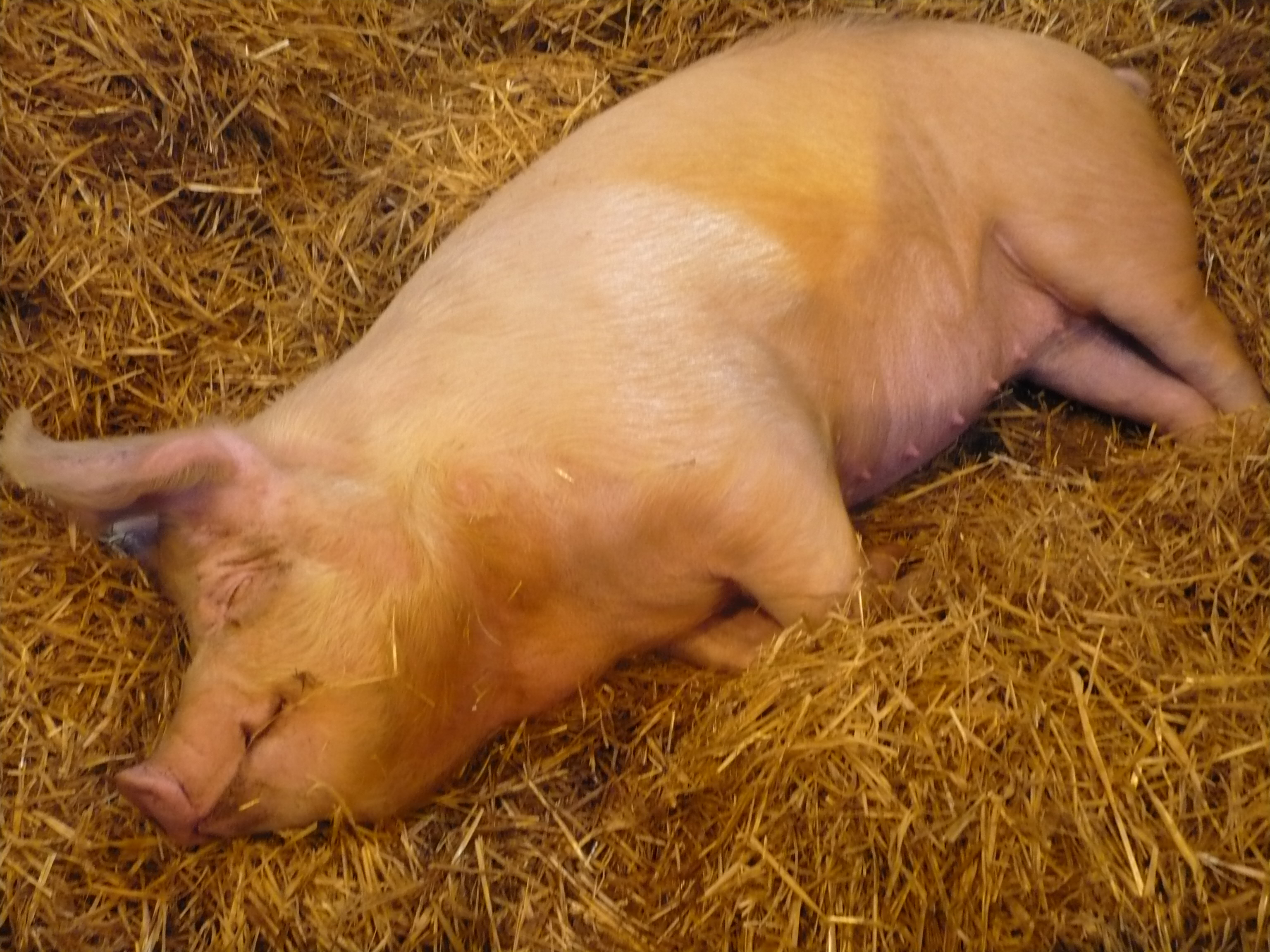

Крупная белая — порода свиней, выведенная в Англии в XIX веке сложным скрещиванием местных позднеспелых свиней с многоплодными неаполитанскими, португальскими и со скороспелыми китайскими.

## История
На территории Российской империи разведение породы началось ещё до Февральской революции 1917 года, и в СССР было продолжено. В начале 1970-х годов она являлась основной плановой породой свиней (86 % от общего поголовья всех породных свиней в СССР), разводилась почти повсеместно и экспортировалась.
В 1985 году в племенных свиноводческих хозяйствах Украинской СССР был выведен новый внутрипородный тип свиней крупной белой породы.
Поголовье в России — примерно 85 % от общего поголовья.[уточнить]

## Описание
Тип продуктивности — мясо-сальный. Характерно многоплодие, 14 и более поросят за опорос. Голова лёгкая с широким лбом и небольшим рылом, уши большие не очень толстые, направлены чуть вверх, в стороны и вперёд. Туловище широкое и длинное. Грудь широкая, спина немного выгнутая, незаметно переходящая в крестец и поясницу. Ноги правильно поставлены, короткие. Копыта ровные и массивные. На 1 кг привеса расходуется 3,9-4 кормовых единицы. Всеядные животные, как и другие свиньи. Среднесуточный привес 500—770 грамм. Вес двухмесячного поросенка — 20-25 кг, живой вес в 100 кг набирает за 182—190 дней (Йоркширская порода — культурная порода крупной белой за 153 дня, при затратах корма на 1 кг привеса 2,6 кормовых единицы). Вес трехлетней свиньи достигает 280 кг, хряков — 380 кг. Убойный выход 82 %, выход мяса 63 %. Мясо нежное и сочное, с тонкими прослойками жира, «мраморное». Толщина подкожного сала 30-40 мм. Хорошая акклиматизация, неприхотливость к кормам. Половая зрелость наступает в возрасте 6 месяцев. Продолжительность беременности 115 дней.

## Оригинаторы породы
- ФГУП ПЗ «Вязье» (Псковская область)
- СПК Племзавод «Соколовка» (Кировская область)
- ФГУП Племзавод «Красная Мордовия» (республика Мордовия)
- ОГУП «Отрада» (Липецкая область)
- ФГУП Племзавод «Комсомолец» (Ставропольский край)
- Племзавод «Пионер» (Свердловская область)
- ЗАО Племзавод «Элита» (Красноярский край)
- ЗАО Племзавод «Константиново» (Московская область)
- АОЗТ Племзавод «Заря Подмосковья» (Московская область)
- ГПЗ «Ачкасово» (Московская область)

Крупная белая порода свиней послужила генетической основой при выведении новых пород, например, Уржумской, Белорусской, Цивильской, Кемеровской, Ливенской и многих других.

## Межпородное скрещивание
При скрещивании с породой Дюрок среднесуточные привесы гибридов должны достигать 1 кг.
Для скрещивания часто используют породу Ландрас. Многоплодие помесных свиноматок повышается на 5—10 %, скороспелость молодняка — на 5—12 % при одновременном снижении затрат корма на 1 кг прироста живой массы; содержание мяса в туше увеличивается на 2—7 %.